# HC Csíkszereda
Der HC Csíkszereda (Rumänisch: HC Miercurea Ciuc) war eine rumänische Eishockeymannschaft aus Miercurea Ciuc, die 2002 gegründet wurde und in der Rumänischen Eishockeyliga spielte. Zudem nahm der Verein in der Spielzeit 2007/08 an der ungarischen Borsodi Jégkorong Liga teil, die durch die MOL Liga ersetzt wurde. 2009 gelang dem HC die Meisterschaft dieser neuen Spielklasse.

## Geschichte
Im Jahr 2002 wurde der HC Csíkszereda gegründet und spielte fortan in der Rumänischen Eishockeyliga, der höchsten Spielklasse des Landes. Im Jahr 2007 wurde der HC Csíkszereda in die ungarische Borsodi Jégkorong Liga aufgenommen, an der er seitdem neben dem Spielbetrieb der Rumänischen Eishockeyliga teilnahm. Später wurde eine supranationale Eishockeyliga unter dem Namen MOL Liga gegründet, dessen erste Meisterschaft der HC Csíkszereda gewann.
Nach der Saison 2008/09 wurde der Verein aus finanziellen Gründen aufgelöst.

## Stadion
Die Heimspiele des HC Miercurea Ciuc wurden im Stadion Lajos Vákár in Miercurea Ciuc ausgetragen.

## Bekannte ehemalige Spieler
- Tomáš Kramný
- Árpád Mihály